# هارولد ماكجي
هارولد ماكجي (بالإنجليزية: Harold McGee)‏‏ (3 أكتوبر 1951 - ) مؤلف، وكاتب من أمريكي. يكتب هارولد في مواضيع الكيمياء وتاريخ الطعام والطبخ.

## روابط خارجية
- هارولد ماكجي على موقع إن إن دي بي (الإنجليزية)